# 水产学报
《水产学报》创刊于1964年，是中国大陆农业科技类月刊，编辑部位于上海市。此刊物由中国水产学会主办。
《水产学报》在2018年被中华人民共和国国家新闻出版广电总局新闻报刊司评为2017年全国“百强报刊”。